# Duke Buchan
Richard Duke Buchan III (3 de julio de 1963) fue el embajador de los Estados Unidos en España y Andorra. El 2 de noviembre de 2017 fue confirmado por el Senado de los Estados Unidos mediante votación oral. Juró el cargo ante el vicepresidente Mike Pence el 11 de diciembre de 2017. Buchan es un empresario, inversor financiero, granjero y filántropo estadounidense.
Es el fundador y presidente ejecutivo de Hunter Global Investors, una empresa privada de gestión de inversiones.

## Juventud y educación
Se crio cerca de Henderson (Carolina del Norte), en la plantación de tabaco y la explotación ganadera de su familia. Se graduó en Ciencias Económicas y Español por la Universidad de Carolina del Norte en Chapel Hill (UNC-CH) en 1985 y obtuvo un Máster en Administración de Empresas por la Escuela de Negocios de Harvard en 1991.
En la UNC-CH participó en el programa de estudios universitarios en el extranjero en la Universidad de Sevilla, España de 1983 a 1984 y también estudió en la Universidad de Valencia en 1980. Más tarde comentó sobre sus estudios en España: "El estudio de la lengua, la literatura y la cultura españolas me proporcionó un pasaporte a un mundo fuera de las fronteras de los Estados Unidos y me aportó una perspectiva global".

## Carrera profesional
A principios de la década de 1990, Buchan comenzó su carrera en la banca de inversión. De 1992 a 1997, ostentó el cargo de Vicepresidente en Merrill Lynch. Allí se especializó en finanzas corporativas y en fusiones y adquisiciones en el sector de servicios financieros de América Latina, Estados Unidos y Europa.
Tras trabajar en varias compañías financieras, en 2001 Buchan fundó Hunter Global Investors en Nueva York. En 2007, Hunter poseía aproximadamente 1500 millones de dólares en activos bajo gestión. Tras batir los mercados de valores estadounidenses por un 46 % entre 2001 y marzo de 2011, Buchan cerró uno de sus fondos en diciembre de 2011 debido a las pérdidas derivadas de la crisis de la deuda europea y devolvió el dinero a los inversores. Transformó Hunter Global Investors en una oficina familiar dedicada a administrar los activos de su familia, y sigue gestionando dos fondos, con los que invierte en varios tipos de activos a nivel mundial, incluido el sector de bienes raíces. Buchan ha viajado, vivido y hecho negocios en más de 50 países durante casi cuatro décadas.

## Filantropía

### El Fondo de Excelencia Buchan
En 2011 creó el Fondo de Excelencia Buchan en el Departamento de Lengua y Literatura Románicas de la UNC-CH, "la mayor dotación individual realizada en Carolina dedicada a apoyar a profesores y estudiantes universitarios y de posgrado de la lengua, la literatura y la cultura españolas". El fondo ha contribuido a que estudiantes y profesores puedan seguir investigando sobre temas de la cultura y la lingüística españolas, y también les ha permitido viajar a España y a otros países de habla hispana.
En 2012, el Fondo de Excelencia Buchan financió el proyecto "21st Century Pen Pals" del Departamento de Lengua y Literatura Románicas de la UNC-CH, un programa de intercambio por vídeo entre escolares estadounidenses y españoles.

### UNC-CH y Escuela de Negocios de Harvard
En diciembre de 2016, el Buchan House, el nuevo edificio de la Fundación de Artes y Ciencias de la UNC-CH, abrió sus puertas después de que Buchan donara el dinero para comprar y renovar la antigua biblioteca pública de Chapel Hill a fin de convertirla en la nueva sede de la fundación.
Buchan es Vicepresidente del Consejo de Administración de la Fundación de Ciencias y Artes de la UNC-CH, así como miembro del Consejo Filantrópico del Rector, y participó en el Gabinete de Planificación de Campañas de la Universidad.
También contribuyó a la recaudación de fondos para la Escuela de Negocios de Harvard.

## Política
Tras apoyar la campaña presidencial del exgobernador Jeb Bush en 2016 y participar en el comité ejecutivo del comité de acción política (en inglés: Political Action Committee o PAC) "Right to Rise" de Bush, Buchan y su esposa Hannah se convirtieron en unos de los primeros donantes de la campaña presidencial de Donald Trump. Buchan acompañó a Trump en sus mítines, a la Convención Nacional Republicana y en los tres debates presidenciales. El día de la toma de posesión, los Buchan acudieron a la iglesia con Trump y su familia, y se sentaron cerca de Trump cuando este juró su cargo como presidente.
Es miembro del Consejo Presidencial del Comité Nacional Republicano (CNR) y fue presidente del Comité para la Victoria Estatal del CNR en Nueva York y Florida. En 2015 y 2016, Buchan también contribuyó a las victorias de Paul Ryan, John McCain y Marco Rubio, entre otros.
El 3 de agosto de 2017, el presidente Trump lo propuso como embajador norteamericano en España y Andorra, y el 2 de noviembre fue confirmado para el cargo por el Senado de los Estados Unidos.

## Vida personal
Buchan y su esposa Hannah tienen tres hijos. La familia posee y gestiona  granjas donde se cultivan más de 100 variedades de tomates reliquia, de verduras criollas y crían caballos. Los Buchan tienen una tienda de verduras, desarrollan nuevas variedades de tomates y donan sus productos a organizaciones benéficas. Buchan también posee una finca equina en el condado de Dutchess, una casa en Palm Beach, Florida, y un apartamento en la Quinta Avenida de Manhattan.
Además de inglés, Buchan habla español y tiene conocimientos básicos de catalán.